# Руднєва Ольга Олександрівна
Ольга Олександрівна Руднєва (нар. 1977, Донецьк ) — менеджерка та громадська діячка. З 2022 співзасновниця та генеральна директорка реабілітаційного центру Superhumans у Львові, який надає допомогу пораненим у наслідок російсько-української війни, до цього очолювала Фонд Олени Пінчук,  що сфокусований на боротьбі з ВІЛ/СНІД .
У грудні 2024 року її було включено до глобального проєкту 100 жінок BBC. 